# Léon Le Berre
Pour les articles homonymes, voir Le Berre.
Léon Le Berre est un journaliste et un homme de lettres polygraphe français, né le 30 septembre 1874 à Ergué-Armel (Finistère, commune fusionnée en 1960 avec Quimper) et décédé à Rennes le 4 décembre 1946. Il a dirigé plusieurs journaux d'information, dont L'Union agricole et maritime avant de collaborer au quotidien L'Ouest-Éclair.
Il a beaucoup écrit en français et en breton pour les organes de l'Emsav, dont il fut une figure très influente. Il utilisait alors son nom « druidique » (Ab Alor ou Abalor), étant l'un des fondateurs et piliers administratifs de la confrérie néo-druidique appelée Gorsedd de Petite-Bretagne. Parlant couramment l'anglais, il est un des initiateurs du mouvement panceltique.

## Études et débuts de l'engagement politique
Ses parents, Alain Le Berre et Marie-Hermandine Magnan, plutôt aisés, ne pratiquant pas le breton, il se mit à l'apprendre à l'âge de vingt ans.

Après avoir fait des études secondaires au collège Saint-Sauveur, à Redon, il étudie la littérature et le droit à l'université de Rennes. C'est là qu'il fréquente de nombreux étudiants passionnés par la Bretagne, en particulier, François Jaffrennou, Victor Nouel de Kerangué et Olivier Guyon, avec lesquels il fonde, le 29 avril 1900, la Fédération des étudiants bretons dont il est président. À cette occasion, L'Ouest-Éclair publie pour la première fois un texte en breton qui est un conte écrit par lui.

## Figure du régionalisme breton en développement
En septembre 1900, il est l'un des fondateurs de Ti Kaniri Breiz (Maison des chanteurs de Bretagne) qui préfigure la création à Guingamp, peu de temps après, de la Gorsedd de Bretagne, dénommée d'abord, Gorsedd des bardes de Petite-Bretagne-Goursez Barzed Breiz-Vihan. Il est le cofondateur de cet organisme politico-littéraire qui prétend être la tête spirituelle du mouvement régionaliste, mais il n'obtint le titre de barde qu'en 1902 au Pays de Galles.
En 1902, il est délégué par l'Union régionaliste bretonne, dont il est l'un des secrétaires, pour porter au Congrès celtique international de Dublin, la pétition protestant contre la circulaire du président du Conseil, Émile Combes, qui prescrivait d'« extirper des églises et des écoles, le dialecte breton, relique barbare d'un autre âge ».
De 1902 à 1905, il exerce le métier de professeur de français en Irlande et devient l'ami du futur président de la République de l'Eire, Douglas Hyde.

De 1905 à 1907, il est employé et rémunéré comme délégué de la Bretagne au Grand Conseil de l'Association celtique créée par Lord Castletown of Upper Ossory.

Secrétaire général de l'Union régionaliste bretonne de 1901 à 1911, il fait partie de ceux qui la quittent cette année-là, en réaction à la mainmise des aristocrates, et conserve le même poste dans l'association dissidente, la Fédération régionaliste de Bretagne.
Présent à l'Eisteddvod de Swansea-Abertawe en 1907, il manifeste une opinion royaliste à l'écoute du God save the King, mais son compagnon de voyage, François Vallée, note que c'était une position provisoire, car, comme beaucoup des régionalistes bretons qui n'étaient pas liés à l'aristocratie, il se ralliera quelque temps après à la République, comme la plupart des membres de la FRB.

## Carrière journalistique
Il trouve à s'employer quelques mois à Carhaix dans le journal bilingue Ar Bobl dirigé par François Jaffrennou. Il va diriger ensuite, au début de 1908, deux journaux catholiques locaux de Vannes, l'Arvor et le Courrier du Morbihan et appuie les campagnes pour le breton lancées par Loeiz Herrieu et André Mellac dans leurs revues lorientaises, Dihunamb et le Pays breton.
En janvier 1914, pour « pouvoir vivre complètement sa pensée », il achète l'Union agricole et maritime, un hebdomadaire imprimé à Quimperlé et en fait un journal traitant aussi de la Bretagne et des questions bretonnes.
La majorité des articles concerne une actualité très locale, mais il y a de nombreuses ouvertures vers les informations régionales, la situation politique française, les débats parlementaires, les techniques et les cours agricoles et les actualités de l'édition.

Le sous-titre, « Organe républicain démocratique », est complété plus tard par « et régionaliste ».

Un poème en breton, suivi de sa traduction, est placé régulièrement en page une. Une attention particulière est portée à la situation en Irlande en soutenant plus ou moins implicitement les nationalistes.
Les deux organismes dans lesquels Léon Le Berre est actif, la Fédération régionaliste de Bretagne et la Gorsedd de Bretagne ont droit à la publication intégrale de leurs communiqués et comptes rendus d'activité.

Pendant la guerre, Le Berre ayant été réformé, Théodore Botrel et Anatole Le Braz financent l'envoi du journal (bi-hebdomadaire sur deux pages et souvent censuré) aux soldats bretons mobilisés, une sorte de contribution au maintien de leur moral.

À la suite de la déclaration du ministre de l'Instruction publique, Anatole de Monzie, qui indiquait, en 1925, que « pour l'unité linguistique de la France, la langue bretonne doit disparaître », Léon Le Berre déclencha une vaste campagne polémique contre le ministre qui finit par avoir un écho dans la population.
En 1928, il se résout à vendre son hebdomadaire, qui, du fait d'une nouvelle législation, n'obtient plus assez d'annonces légales, à la Presse libérale du Finistère et se fait embaucher par L'Ouest-Éclair à Rennes. Il ne lui est confié, à titre principal, que la chronique judiciaire, ce qui n'est pas au niveau de son expérience et de ses vastes capacités de rédaction.

## Propagandiste caustique de l'Emsav
Léon Le Berre, indépendant de caractère, mena une intense activité de propagande, tournée vers la Gorsedd dans lequel il était le Druide Sonneur du cor qui commençait et ouvrait les cérémonies  publiques annuelles. Il y portait le nom d'Abalor ou aussi Ab Alor en souvenir de saint Alor, à qui l'église paroissiale d'Ergué-Armel est dédiée, ab signifiant fils de...

Il collabore très activement avec François Jaffrennou dans l'aventure éphémère du Consortium breton (1927-1928), épaisse revue encyclopédique régionaliste sur la Bretagne, et le suit dans son prolongement qui est la revue, avec une formule identique, An Oaled-Le Foyer breton (1928-1934). Il y apporte de nombreux articles et échos de l'actualité, ainsi que des nouvelles et des poèmes.

En juin 1929, il accompagne l'homme d'affaires Jean de Saisy de Keranpuil dans un grand tour des Îles britanniques pour une recherche, qui sera vaine, de contrats commerciaux avec les pays celtiques.

Comme druide, il seconde Jaffrennou pour faire de la revue un support pour rendre compte des activités de la Gorsedd de Bretagne, des cercles celtiques de Paris, Rennes et Nantes et des organisations régionalistes et pour organiser les fêtes bretonnes officielles comme le Gorsedd public en 1927 à Quimperlé et le "Festival national breton" à Pontivy en 1932.

L'Ouest-Éclair lui confiait la couverture des réunions des principales organisations bretonnes, comme l'Union régionaliste bretonne, la Gorsedd et le Bleun-Brug, mais il fit parvenir de très nombreux articles, parfois polémiques, à de nombreux journaux paraissant en Bretagne et même à Paris.

Ses textes parurent dans la Croix de Paris, l'Irish Times, La Bretagne mondaine, La Dépêche de Brest, L'Indépendance bretonne, etc.

Il rédigea les rapports du Comité de préservation du breton, une section de l'Association bretonne qui les faisaient paraître dans son bulletin annuel.

Avec Jaffrennou, il était un fervent partisan de la cause régionaliste non hostile à la France, dont la devise était : « Breton en France, Français à l'étranger » et ils furent amenés à polémiquer violemment avec les partis nationalistes bretons.

Doté d'une plume brillante, parfois caustique, servie par un style et une culture hors pair, il était capable d'écrire aussi bien en français, en breton et même en français médiéval.
Il a écrit plusieurs livres, historiques et touristiques, ainsi que des pièces de théâtre en breton, des nouvelles, des contes et des poèmes.

## Œuvres
- Les Chevaliers de la Table Ronde. Épisodes de la légende celtique, préface de Ronan Caouissin, Landerneau, Éditions Brittia, 1945.
- Bretagne d'hier, Rennes, L'Ouest-Éclair, 1936.
- Le 145e anniversaire du traité de la Mabilais, 1935.
- La Parure du vieux Rennes, 1935.
- Un grand évêque gallo-romain, saint Melaine, 1935
- Guide illustré de Quimperlé et de la région des collerettes, 1928.
- La circulaire de Monzie contre l'enseignement du breton, 1926.
- Ar verc'h he divreac'h mougn, Lorient : Le Pays breton, 1913. (La Fille sans bras). Pièce de théâtre.
- Français de Quimper, Lorient : Le Pays breton, 1913. Comédie.
- Sinadur an Eil Testamant, Carhaix : Ar Bobl, 1911. Pièce de théâtre.
- Sous le pseudonyme de Trivarz et en collaboration avec Yves Berthou et Paul Diverrès, Istor Breiz hag ar C'helted, Le Dault, 1910. (Histoire de Bretagne et des Celtes)
- Ar gwir, treac'h d'ar gaou, Paris : Le Dault, 1905. Pièce de théâtre.
- Les épousailles de Brébiot, Vannes : Lafolye, 1904. Pastorale en vieux-français.
- Fleurs de Basse-Bretagne = Bleun a Vreiz-Izel : Contes bretons, Simon : 1901.